# Ковалевка (Кардымовский район)
Ковалевка — деревня в Кардымовском районе Смоленской области России. Входит в состав Каменского сельского поселения. Население — 11 жителей (2007 год). 
Расположена в центральной части области в 10 км к северо-западу от Кардымова, в 7 км южнее автодороги М1 «Беларусь», на берегу реки Малый Вопец. В 11 км южнее деревни расположена железнодорожная станция Волчейка на линии Москва — Минск. 

## История
В годы Великой Отечественной войны деревня была оккупирована гитлеровскими войсками в августе 1941 года, освобождена в сентябре 1943 года.